# Сон (музичний альбом)
Сон — другий альбом співачки Катя Chilly. Записала альбом «Сон», у котрий увійшли пісні 1999—2002 років, але вирішила його не видавати. Альбом був успішно представлений у 40 містах Великої Британії, а також у Російської Федерації, проте так і невиданий в Україні через бажання співачки завершити навчання. Після концерту в Лондоні їй запропонували зняти кліп для каналу BBC..
Після запису альбому співачка на декілька років перервала кар'єру. На питання про те, чим було наповнене її життя після «Сну», Катя відповіла так: — Я займалася найулюбленішою справою — збиранням українських народних пісень і чарівних казок…".
Катя Chilly про альбом::
Не зважаючи на відсутність офіційного релізу альбому «Сон» співачка припустила у 2005 році, про його вирогідну наявність у приватних колекціях.

## Зміст
1. Index
2. Не вій вітре
3. Ой, не жалко
4. Ти — місяць
5. Ластівочка
6. Sabayle
7. Петро-Іване
8. Мала нічка
9. Івашечку
10. У лісі
11. Русалочка (Live)